# Euselates conspersa
Euselates conspersa är en skalbaggsart som beskrevs av Conrad L. Schoch 1897. Euselates conspersa ingår i släktet Euselates och familjen Cetoniidae. Inga underarter finns listade i Catalogue of Life.